# Арборетум у селі Страдч
Арборе́тум у селі́ Страдч — дендрологічний парк в Україні, структурний підрозділ Ботанічного саду Національного лісотехнічного університету України (як лісодослідна станція). Розташований у Яворівському районі Львівської області, на північно-західній околиці села Страдч.
Площа 5,7 га. Закладений 1962 року.
На території арборетуму зростає понад 350 представників деревної флори і приблизно стільки ж видів трав'янистої флори. Є алея 40-річних дугласій Мензиса, туї західної, метасеквоя китайська, а також сосна кедрова європейська і сосна корейська. Серед кущових рослин — аралія маньчжурська, жимолость, садовий жасмин, рододендрон жовтий.